# Glischropus javanus
Glischropus javanus (Chasen, 1939) è un pipistrello della famiglia dei Vespertilionidi endemico di Giava.

## Descrizione

### Dimensioni
Pipistrello di piccole dimensioni, con la lunghezza della testa e del corpo di 40 mm, la lunghezza dell'avambraccio di 32,7 mm, la lunghezza della coda di 40 mm.

### Aspetto
Esternamente simile a G.tylopus, dal quale si distingue per le dimensioni più grandi, le parti ventrali meno brizzolate e il trago più largo.

## Biologia

### Comportamento
Si rifugia probabilmente in piccole colonie all'interno di grossi bambù.

### Alimentazione
Si nutre di insetti.

## Distribuzione e habitat
Questa specie è conosciuta soltanto attraverso due esemplari catturati presso il Monte Gede, nella parte occidentale dell'isola di Giava.
Vive tra 900-100 metri di altitudine.

## Conservazione
La IUCN Red List, considerato che questa specie è conosciuta soltanto attraverso due individui catturati oltre 70 anni fa in due differenti località e pertanto necessita di ulteriori ricerche sul campo, classifica G.javanus come specie con dati insufficienti (DD).